# Laktoperoksydaza
Laktoperoksydaza (EC 1.11.1.7) – enzym z grupy peroksydaz wydzielany przez gruczoły ślinowe i sutkowe, naturalny czynnik bakteriostatyczny. W swej strukturze zawiera resztę hemu. U ludzi laktoperoksydaza jest kodowana przez gen LPO.
Laktoperoksydaza, w obecności nadtlenku wodoru, katalizuje utlenianie wielu substratów organicznych i nieorganicznych (bromków, jodków, tiocyjanianów), które po utlenieniu mają właściwości przeciwbakteryjne. Enzym ten wraz z jego substratami i produktami nazywa się „układem laktoperoksydazy”. Układ laktoperoksydazy odgrywa ważną rolę w układzie immunologicznym (odporność nieswoista), wywierając działanie przeciwbakteryjne w mleku i wydzielinach błon śluzowych.
Wykazano, że kłącza roślin należących do rodzaju rdestowiec (Reynoutria) są źródłem substratów cyklu peroksydacji laktoperoksydazy, które mogą działać jako aktywatory i inhibitory właściwości przeciwdrobnoustrojowych tego układu. Uważa się, że reaktywacja laktoperoksydazy może stać się potencjalnym celem terapeutycznym w profilaktyce i wspomaganiu leczenia niektórych infekcyjnych chorób jamy ustnej.